# روفين ميشيده
روفين ميشيده (بالألمانية: Rouven Meschede)‏ هو لاعب كرة قدم ألماني في مركز الوسط، ولد في 20 يناير 1991 في مدينة هام في ألمانيا. لعب مع روت فايس آهلن.

## وصلات خارجية
- روفين ميشيده على موقع قاعدة بيانات كرة القدم.إي يو (الإنجليزية)
- روفين ميشيده على موقع بيانات كرة القدم. دي إي (الألمانية)
- روفين ميشيده على موقع عالم كرة القدم.نت (الإنجليزية)